# Ugolino I Trinci
Ugolino I Trinci, fils de Nallo Trinci, (Foligno, ... – 1338), est un condottiere italien et seigneur de Foligno (1321 - 1338).

## Biographie
Ugolino I Trinci, a été seigneur de Foligno de 1331 à 1338.
Il participa à l'expédition contre Assise (1321) et contre Spolète (1322).
À Foligno, il fut protecteur de la partie guelfe. À partir de 1321, il recouvra les charges de Gonfalonier de justice et Capitaine du peuple, juge (1329), podestà (1334).
En 1334 il conquit Bevagna.
Il mourut en 1338 en laissant une fille nommée Maddalena.

### Sources
- (it) Cet article est partiellement ou en totalité issu de l’article de Wikipédia en italien intitulé « Ugolino I Trinci » (voir la liste des auteurs).